# استیون پیت
استیون پیت (انگلیسی: Stephen Pate؛ زادهٔ ۲۵ ژانویهٔ ۱۹۶۴) دوچرخه‌سوار اهل استرالیا است.
وی در مسابقات کشوری و بین‌المللی در مجموع برندهٔ ۱ مدال نقره شده‌است.